# Dysphania prunicolor
Dysphania prunicolor là một loài bướm đêm trong họ Geometridae.